# Georges Wod
Georges Wod, de son vrai nom Jerzy Stefan Roman Wodzicki, est un comédien, metteur en scène et directeur de théâtre polonais naturalisé français, né le 29 mai 1936 à Varsovie (Pologne) et mort le 24 juillet 2010 à Paris,,.

## Biographie
Fils d'un consul général, né en Pologne, Georges Wod émigre en 1940 en France et apprend son métier de comédien au conservatoire de Toulouse en même temps qu'il fréquente la faculté des lettres. C'est là qu'il rencontre Philippe Mentha et Michel Cassagne, avec qui en 1956, il élabore le projet de fonder un théâtre à Genève. Ce théâtre prend forme en 1958, fondé par François Simon, avant de fusionner 17 ans plus tard, avec l'Atelier de Genève.
En 2006, il joue au théâtre Pitoëff de Genève, dans L'Habilleur de Ronald Harwood, mise en scène par Michel Favre. Il meurt à Paris le 24 juillet 2010 à l'âge de 74 ans.
Georges Wod était marié à Monique Lachère, auteure de nombreuses pièces de théâtre, avec laquelle il a eu une fille.

## Théâtre

### Comédien
Liste non exhaustive, plus d'une centaine de rôles entre 1956 et 2006:
- 1968 : Thomas More ou l'Homme seul de Robert Bolt, mise en scène William Jacques, théâtre des Célestins
- 1971 : Les Trois Sœurs d'Anton Tchekhov
- 1981 : Petit déjeuner chez Desdémone de Janusz Krasinski, mise en scène Jaroslav Vizner, Carré Silvia-Monfort
- 1981 : Le Bourgeois gentilhomme de Molière
- 1983 : Cyrano de Bergerac d'Edmond Rostand
- 1989 : Don Quichotte de Monique Lachère
- 1989 : Le Contrat de Sławomir Mrożek, mise en scène Georges Wod, théâtre Tristan-Bernard
- 1991 : Les Rustres de Goldoni
- 1991 : Raspoutine de Monique Lachère
- 1993 : Henri IV de Monique Lachère
- 1997 : Ivan le Terrible de Monique Lachère
- 2003 : Le Vent des peupliers de Gérald Sibleyras, mise en scène Jean-Luc Tardieu, théâtre Montparnasse
- 2006 : L'Habilleur de Ronald Harwood, mise en scène Michel Favre

### Metteur en scène
Liste non exhaustive, plus d'une cinquantaine de mises en scène:
- Le Prix América de Dino Buzzati
- Le Bourgeois gentilhomme de Molière
- Cyrano de Bergerac d'Edmond Rostand
- Henri IV de Monique Lachère
- Don Quichotte de Cervantes adapté par Monique Lachère
- L'Illusion comique de Paul Scarron
- Les Caprices  de Marianne d'Alfred de Musset
- Le Comte des ténèbres de Monique Lachère
- Raspoutine de Monique Lachère
- Clérambard de Marcel Aymé
- Les Harengs de la rue Nikolskaïa de Monique Lachère
- Wod et les Avenaires de Eric Lehmann
- La Véranda de Monique Lachère

## Filmographie

### Cinéma
- 1967 : L'Inconnu de Shandigor de Jean-Louis Roy
- 1973 : L'Escapade de Michel Soutter
- 1973 : Les Divorcés de Louis Grospierre
- 1975 : Le Gitan de José Giovanni : l'avocat
- 1975 : La Bulle de Raphaël Rebibo
- 1975 : Lumière de Jeanne Moreau
- 1977 : Le Juge Fayard dit Le Shériff d'Yves Boisset
- 1978 : La Clé sur la porte d'Yves Boisset
- 1981 : Litan : La Cité des spectres verts de Jean-Pierre Mocky
- 1986 : Mort un dimanche de pluie de Joël Santoni
- 1988 : Milan noir de Ronald Chammah

### Télévision
- 1966 : Jean-Luc persécuté de Claude Goretta
- 1970 : Le Sixième sens de Louis Grospierre : le disquaire
- 1972 : Les Dernières Volontés de Richard Lagrange de Roger Burckhardt
- 1973 : Le temps de vivre... Le temps d'aimer (série télévisée) : Jérôme Moser
- 1974 : Les Enfants des autres, série télévisée de Louis Grospierre : François
- 1976 : Le Village englouti de Louis Grospierre
- 1976 : La Poupée sanglante  de Marcel Cravenne (feuilleton télévisé)
- 1979 : L'Agence Labricole d'Éric Noguet (feuilleton télévisé)
- 1985 : Série noire : Le Tueur du dimanche de José Giovanni

## Distinctions
- 1992 : Mérite carougeois[5]
- Chevalier dans l'ordre des Arts et des Lettres (France)
- 2008 : prix du Rayonnement français[6]